# آي بي في
ابروتاباندلاج يستمانيجا (بالآيسلندية:Íþróttabandalag Vestmannaeyja)، المعروف اختصاراً بـآي بي في هو نادي كرة قدم في آيسلندا تأسس في 1903 يقع في يستمان. يلعب في دوري آيسلندا الممتاز.

## وصلات خارجية
- الموقع الرسمي